# Liste der geschützten Landschaftsbestandteile in Emden
In der kreisfreien Stadt Emden gibt es einen ausgewiesenen geschützten Landschaftsbestandteil.
| Baumschutzsatzung Stadt Emden                  | BW | GLB EMD 00001 | Emden | ⊙ |  | 18. Okt. 2001 |
| Legende für Geschützter Landschaftsbestandteil |    |               |       |   |  |               |